# العلاقات الإسبانية الماليزية
العلاقات الإسبانية الماليزية هي العلاقات الثنائية التي تجمع بين إسبانيا وماليزيا.

## مقارنة بين البلدين
هذه مقارنة عامة ومرجعية للدولتين:
| وجه المقارنة                                              | إسبانيا                                                                             | ماليزيا       |
| --------------------------------------------------------- | ----------------------------------------------------------------------------------- | ------------- |
| المساحة (كم2)                                             | 505.99 ألف                                                                          | 330.29 ألف    |
| عدد السكان (نسمة)                                         | 46.73 مليون                                                                         | 31.62 مليون   |
| الكثافة السكانية (ن./كم²)                                 | 92.35                                                                               | 95.73         |
| العاصمة                                                   | مدريد                                                                               | كوالالمبور    |
| اللغة الرسمية                                             | اللغة الإسبانية، اللغة الغاليسية، لغة بشكنشية، اللغة الكتالونية، اللغة الأوكسيتانية | لغة ماليزية   |
| العملة                                                    | يورو، بيزيتا إسبانية                                                                | رينغيت ماليزي |
| الناتج المحلي الإجمالي (بليون دولار)                      | 1.31 تريليون                                                                        | 314.50 مليار  |
| الناتج المحلي الإجمالي (تعادل القوة الشرائية) بليون دولار | 1.77 تريليون                                                                        | 817.43 مليار  |
| الناتج المحلي الإجمالي الاسمي للفرد دولار أمريكي          | 28.16 ألف                                                                           | 9.77 ألف      |
| الناتج المحلي الإجمالي للفرد دولار أمريكي                 | 38.00 ألف                                                                           | 25.64 ألف     |
| مؤشر التنمية البشرية                                      | 0.876                                                                               | 0.779         |
| رمز المكالمات الدولي                                      | +34                                                                                 | +60           |
| رمز الإنترنت                                              | .es                                                                                 | .my           |
| المنطقة الزمنية                                           | ت ع م+01:00، ت ع م+02:00                                                            | ت ع م+08:00   |

## منظمات دولية مشتركة
يشترك البلدان في عضوية مجموعة من المنظمات الدولية، منها:
| علم المنظمة | اسم المنظمة                               | تاريخ انضمام إسبانيا | تاريخ انضمام ماليزيا |
| ----------- | ----------------------------------------- | -------------------- | -------------------- |
|             | بنك التنمية الآسيوي                       | 1986                 | 1966                 |
|             | مؤسسة التنمية الدولية                     | 18 أكتوبر 1960       | 24 سبتمبر 1960       |
|             | يونسكو                                    | 30 يناير 1953        | 16 يونيو 1958        |
|             | وكالة ضمان الاستثمار متعدد الأطراف        | 29 أبريل 1988        | 6 ديسمبر 1991        |
|             | الأمم المتحدة                             | 14 ديسمبر 1955       | 17 سبتمبر 1957       |
|             | الفريق المعني برصد الأرض                  | ?                    | ?                    |
|             | الاتحاد البريدي العالمي                   | ?                    | ?                    |
|             | البنك الدولي للإنشاء والتعمير             | 15 سبتمبر 1958       | 7 مارس 1958          |
|             | المنظمة الهيدروغرافية الدولية             | ?                    | ?                    |
|             | الاتحاد الدولي للاتصالات                  | 1866                 | 3 فبراير 1958        |
|             | منظمة حظر الأسلحة الكيميائية              | ?                    | ?                    |
|             | مؤسسة التمويل الدولية                     | 24 مارس 1960         | 20 مارس 1958         |
|             | المركز الدولي لتسوية المنازعات الاستشارية | 17 سبتمبر 1994       | 14 أكتوبر 1966       |
|             | منظمة التجارة العالمية                    | ?                    | ?                    |
|             | منظمة الشرطة الجنائية الدولية             | ?                    | ?                    |

## أعلام
هذه قائمة لبعض الشخصيات التي تربطها علاقات بالبلدين:
- ناتشو إنسا (لاعب كرة قدم إسباني، 9 يونيو 1986[22] – )
- هانس إسحاق (ممثل ماليزي، 20 أغسطس 1971 – )

## وصلات خارجية
- موقع وزارة الخارجية الإسبانية
- موقع وزارة الخارجية الماليزية